# Вълко Стоянов
Вълко Стоянов е български революционер, участник в Българското опълчение и Кресненско-Разложкото въстание.

## Биография
Вълко Стоянов е роден около 1840 година в неврокопското село Гайтаниново, което тогава е в Османската империя. Преследван от властите, става хайдутин и действа в планината Алиботуш. Емигрира в Румъния, където влиза в средите на революционната емиграция. След избухването на Руско-турската война в Плоещ на 3 май 1877 година се записва доброволец в Четвърта рота на Шеста опълченска дружина.
След Берлинския договор се включва в съпротивителното движение и участва в Кресненско-Разложкото въстание (1878 – 1879). След разгрома на въстанието отново става хайдутин в Неврокопско.